# Coeriana dianephele
Coeriana dianephele là một loài bướm đêm trong họ Noctuidae.